# Джакомин, Эдди
Эдва́рд Джако́мин (англ. Edward Giacominl; род. 6 июня 1939, Грейтер-Садбери, Онтарио) — бывший канадский хоккеист, играл на позиции вратаря. Играл за «Нью-Йорк Рейнджерс» и «Детройт Ред Уингз», за которые сыграл более 600 игр в НХЛ.

## Биография

### Игровая карьера
Джакомин играл за несколько клубов в американских лигах, пока в 1960 году не присоединился к клубу «Провиденс Редс». 
В составе «Редс» он отыграл 5 полных сезонов, благодаря своей игре привлёк внимание клуба НХЛ «Нью-Йорк Рейнджерс». Осенью 1965 года Джакомин стал игроком «Рейнджерс», за который сыграл 10 полных сезонов, став одним из лучших вратарей в истории клуба. В 1971 году он вместе с Жилем Вильмуром получил награду Везина Трофи, как один из лучших вратарей по итогам сезона.  
Шестикратный участник матчей всех звёзд НХЛ.
Осенью 1975 года перешёл в «Детройт Ред Уингз», в составе которого отыграл три сезона, а в январе 1978 года завершил карьеру игрока.

### Признание
В 1987 году стал членом Зала хоккейной славы.
15 марта 1989 года его игровой номер «1» был выведен из обращения «Нью-Йорк Рейнджерс» и подвешен к потолку на домашней арене клуба «Мэдисон-сквер-гарден».